# Liurai (Maubisse)
Der hochgelegene, osttimoresische Suco Liurai liegt im Westen des Verwaltungsamts Maubisse (Gemeinde Ainaro).

## Geographie
Der Suco Liurai bildet den äußersten Westen des Verwaltungsamtes Maubisse. Östlich liegen die Sucos Maubisse und Horai-Quic. Südlich befindet sich der zum Verwaltungsamt Hatu-Builico gehörende Suco Nuno-Mogue. Im Westen grenzt Liurai an das Verwaltungsamt Letefoho (Gemeinde Ermera) mit den Sucos Catrai Caraic und Ducurai und im Norden an das Verwaltungsamt Aileu (Gemeinde Aileu) mit dem Suco Fatubossa. Der Suco Liurai hat eine Fläche von 12,44 km² und teilt sich auf in die vier Aldeias Bere-Tai (Beretai, Bertai), Erbean, Hoho-Naro und Mau-Mude (Maumude, Mamude).
Bis auf einen Teil im Norden und am Ostrand liegt der gesamte Suco auf einer Meereshöhe von über 2000 m. Um den Berg Saboria (2495 m, 08° 52′ S, 125° 32′ O), an der Grenze zu Nuno-Mogue liegt ein Wildschutzgebiet.
Größte Siedlung ist Erbean im Nordosten von Liurai. Hier befinden sich der Sitz des Sucos, eine Grundschule, ein Hospital und ein Friedhof. Etwas weiter südwestlich liegt der Weiler Bere-Tai, nordöstlich der Weiler Hoho-Naro. Die Häuser der Aldeia Mau-Mude bilden keine geschlossene Siedlung.

## Einwohner

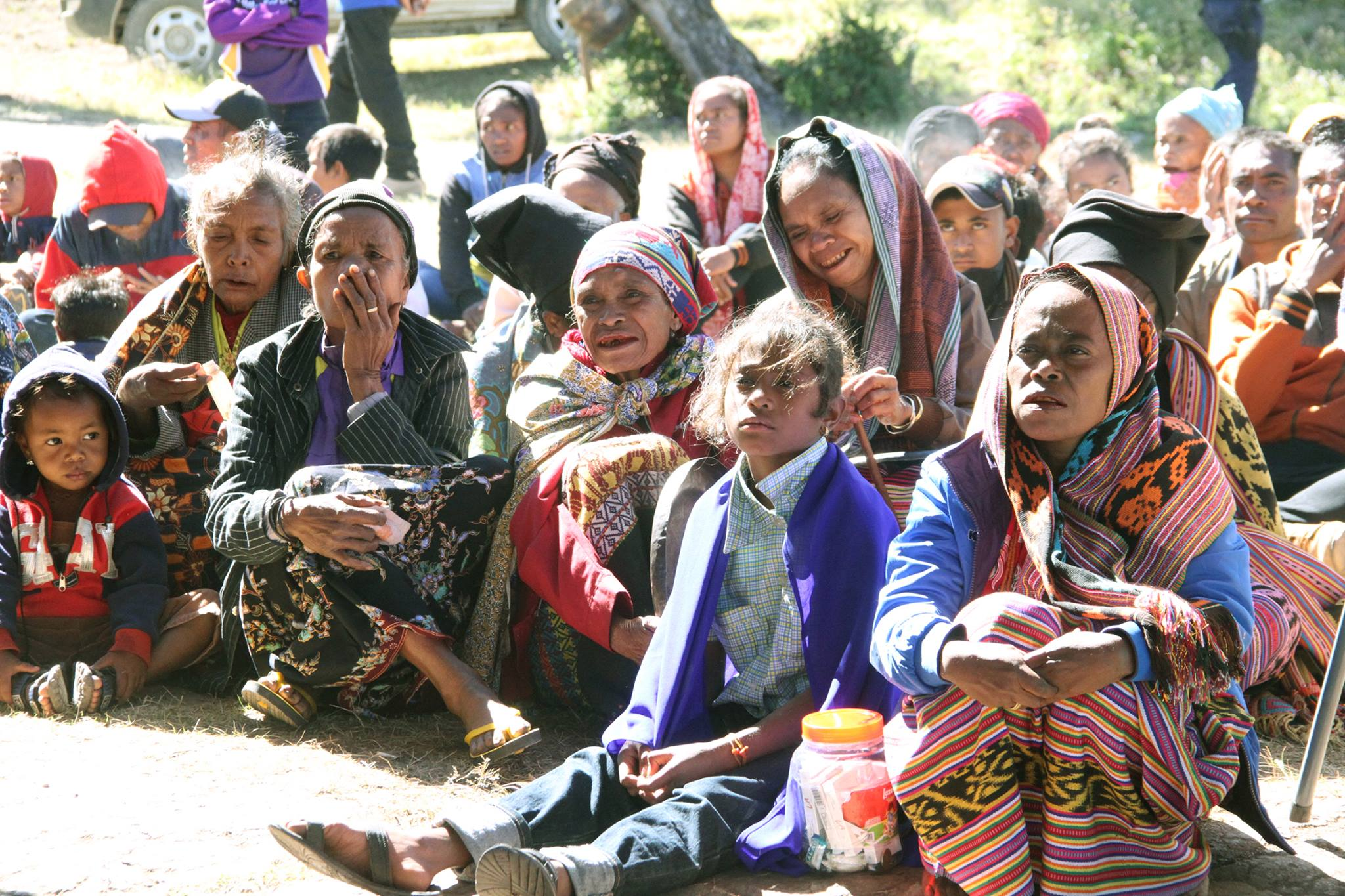
Einwohner von Liurai (2016)

Im Suco leben 1.029 Menschen (2022), davon sind 525 Männer und 504 Frauen. Im Suco gibt es 169 Haushalte. Über 95 % der Einwohner geben Mambai als ihre Muttersprache an. Der Rest spricht Tetum Prasa.

## Politik
Bei den Wahlen von 2004/2005 wurde Agustinho D. Sarmento zum Chefe de Suco gewählt. Bei den Wahlen 2009 gewann António da Graça de Araújo und wurde 2016 in seinem Amt bestätigt.

## Wirtschaft
2011 erhielt der Suco von der Regierung Solarmodule zur Stromversorgung.